# Mala Gora (Kočevje, Slovenija)
Mala Gora je naselje u slovenskoj Općini Kočevju. Mala Gora se nalazi u pokrajini Dolenjskoj i statističkoj regiji Jugoistočnoj Sloveniji. 

## Stanovništvo
Prema popisu stanovništva iz 2002. godine naselje je imalo 10 stanovnika.